# Per Nielsen (Musiker)
Per Nielsen (* 1. Juni 1954 in Sønderborg) ist ein dänischer Trompeter.

## Leben
Nielsen studierte ab 1973 am Königlich Dänischen Konservatorium in Kopenhagen. 1976 wurde er Kornettist im Slesvigske Fodregiments Musikkorps in Haderslev, 1979 Trompeter und 1986 Erster Trompeter im Sønderjyllands Symfoniorkester. Seine Ausbildung vervollkommnete er bei Vincent Chichowicz in Chicago (1982), Peter Masseurs in Amsterdam (1986) und Maurice André in Paris (1988). 
Als Solist führte er mit dem Sønderjyllands Symfoniorkester u. a. Trompetenkonzerte von Joseph Haydn, Johann Nepomuk Hummel, Alexander Arutjunjan, Ib Glindemann, Georg Philipp Telemann, Giuseppe Torelli und Tommaso Albinoni auf. 1997 war er neben Franz Lambert Solokünstler bei der Veranstaltung Ball des Sports der Stiftung Deutsche Sporthilfe. Bei den Harzburger Musiktagen führte er Haydns Trompetenkonzert mit dem Collegium Musicum Copenhagen auf. Er unternahm internationale Konzerttourneen und hatte Hörfunk- und Fernsehauftritte u. a. in der Musikbutikken und beim Fernsehsender AM Singapore.
Nielsen spielte bislang 14 CDs ein, die in Dänemark in über 400.000 Exemplaren verkauft wurden, und gewann damit drei Platin- und neun Goldene Schallplatten. Sein Debütalbum Trumpet Concertos erschien 1987 und hatte mehrere Nachauflagen. Auf dem Album  Music For Trumpet And Organ spielte er mit Matthias Janz Kompositionen  von Johann Sebastian Bach, Georg Friedrich Händel, Claude Gervaise, Giovanni Buonaventura Viviani und Henry Purcell. Zu seinem 60. Geburtstag veröffentlichte er die Doppel-CD Mine Favoritter.

## Diskographie
- Trumpet Concertos (1987)
- Music for Trumpet and Organ (1989)
- Trumpet Serenade (1996)
- Trumpet Emotions (1998)
- My Greatest Moments (2000)
- My Way (2001)
- Christmas Time (2002)
- With Friends (2005)
- Amazing Grace (2007)
- Danske Toner (2009)
- Mine Favoritter (2014)